# La Croix et le Poignard
La Croix et le poignard (anglais : The Cross and the Switchblade) est un livre autobiographique écrit par le pasteur David Wilkerson avec John et Elizabeth Sherrill, publié en 1963, qui raconte les débuts de son ministère au sein des jeunes membres de gang à New York dans les années 50.

## Résumé
En 1958, le pasteur pentecôtiste David Wilkerson d’une église des Assemblées de Dieu à Philipsburg est touché par un article du Life Magazine qui parle de sept adolescents qui sont membres d'un gang criminel .  Seul et avec peu d'argent en poche, il va se rendre à Brooklyn, parfois au péril de sa vie, pour y parler de Jésus aux membres de gangs de rue .  Une rencontre le marquera particulièrement, celle de Nicky Cruz, un membre du gang de rue des « Mau maus ».

## Réception
Le livre est devenu un best-seller, avec plus de 15 millions d'exemplaires vendus dans plus de 30 langues.

## Adaptation
Le livre a été adapté au cinéma en 1970 (La Croix et le Poignard (film)) .